# Endasys euryops
Endasys euryops là một loài tò vò trong họ Ichneumonidae.